# Каначут
Каначу́т (вірм. Կանաչուտ) — село в марзі Арарат, у центрі Вірменії. Село розташоване за 7 км на північ від міста Аштарак, за 4 км на північний схід від села Далар та за 2 км на південь від села Дехцут.